# Вержеј
Вержеј (словен. Veržej) је насеље и управно средиште истоимене општине Вержеј, која припада Помурској регији у Републици Словенији.
По последњем попису из 2011. г. насеље Вержеј имало је 903 становника.